# 吉田秀和
吉田 秀和（よしだ ひでかず、1913年（大正2年）9月23日 - 2012年（平成24年）5月22日）は、日本の音楽評論家、随筆家。位階は従三位。

## 来歴・人物
クラシック音楽の豊富な体験・知識をもとに、音楽の持つ魅力や深い洞察をすぐれた感覚的な言葉で表現し、日本の音楽評論において先導的役割を果たす。音楽のみならず文学や美術など幅広い分野にわたる評論活動を続け、日本の音楽評論家としては初の個人全集が刊行されて、第2回大佛次郎賞を受けた。大の相撲好きでもあった。
朝日新聞夕刊に『音楽展望』を寄稿した。毎月の寄稿は約2年の長期中断を経て、2006年11月の復帰以降は年4回のペースで掲載した。連載執筆や、NHK-FM放送で1971年から約40年にわたって続いた『名曲のたのしみ』の番組構成・司会を継続して行なうなど、2012年に98歳で亡くなるまで精力的に活動を続けた。独、仏、英語に通じ、特にドイツ語とフランス語の訳書は数多い（#訳書節を参照）。
いわゆるヴィルトゥオーゾには批判的で、ジョルジュ・シフラの1964年の来日演奏や、マルカンドレ・アムランのショパンのエチュードによる練習曲を酷評した。

## 略歴
東京市日本橋区新和泉町（現在の東京都中央区日本橋人形町）で生まれる。
父の秀は和歌山県出身で、外科の開業医だった。母の雪は東京・深川の小間物屋の娘で、青山女学院（現在の青山学院）第1期生だった。4 - 5歳で日本橋区蛎殻町に転居し、母の影響で西洋古典音楽に親しんで育つ。
1922年暮に大森へ移住し、関東大震災の被害を危うく免れる。父親が北海道小樽の病院の院長に就任したため、小学校6年の秋に、一家で小樽に転居した。旧制中学校の小樽市立中学校（現在の小樽市立長橋中学校）で2年生まで伊藤整に英文法と英作文を教わる。このころ、ヴィオラを弾く小林多喜二が吉田家を一、二度来訪し、秀和の母と合奏したことがある。
1930年春、小樽市立中学校を4年で修了する。旧制成城高等学校文科甲類（英語クラス）（現在の成城大学）に入学し寮生活を送るも、同年秋に文科乙類（ドイツ語クラス）に転じ、ドイツ語の師である阿部六郎（阿部次郎の弟）の成城の自宅に同居する（翌1931年1月まで）。このころ中原中也にフランス語の個人教授を受け、それがきっかけで吉田と同居していた高森文夫が中也と親しくなる。
小林秀雄や大岡昇平とも交遊した。小林は後年に到って吉田をライバル視した。同じ鎌倉市に住まいがあったことから吉田が小林宅を訪れた際、出たばかりの自著『本居宣長』を放り投げ「君、出たよ」と吐き捨てるように言ったこともある。吉田自身も威勢の良すぎる断定調の小林の批評には批判的になっていった。
東京帝国大学（現在の東京大学文学部）フランス文学科を1936年に卒業すると、1937年から1938年ごろ、中島健蔵の紹介で帝国美術学校（現在の武蔵野美術大学）に勤務し、半年足らずフランス語を教えた。同職をやめると自由が丘の姉の家に居候してピアノを弾いたり本を読んだり吉田一穂の家へ遊びに行ったりしていたが、戦局の悪化に伴い遊食生活が困難になり、吉田の紹介で内務省地方局庶務係に勤務し、英独仏語の翻訳に従事する。このとき、大っぴらに職務外の本を広げて私的な仕事をしたこともある。戦時中は井口基成の勧めで内閣情報局所管の日本音楽文化協会に出向し、嘱託待遇でピアノの原料の鋼鉄や鉄筋を音楽産業のために確保することや、音楽家の軍事徴用を止めるよう説得することが職務内容であった。当時、職場で上司に厭戦的な発言をして叱責され、人前で泣いたこともあるという。
戦後は文部省の所属に移されたが、敗戦後の混乱期に「自分の本当にやりたいことをやって死にたい」という思いが募って勤めを辞し、女性雑誌の別冊付録『世界の名曲』に寄稿したことが契機となって音楽評論の道に入る。本格的な評論活動は、『音楽芸術』誌（音楽之友社）の連載『モーツァルト』が始まる1946年以降である。

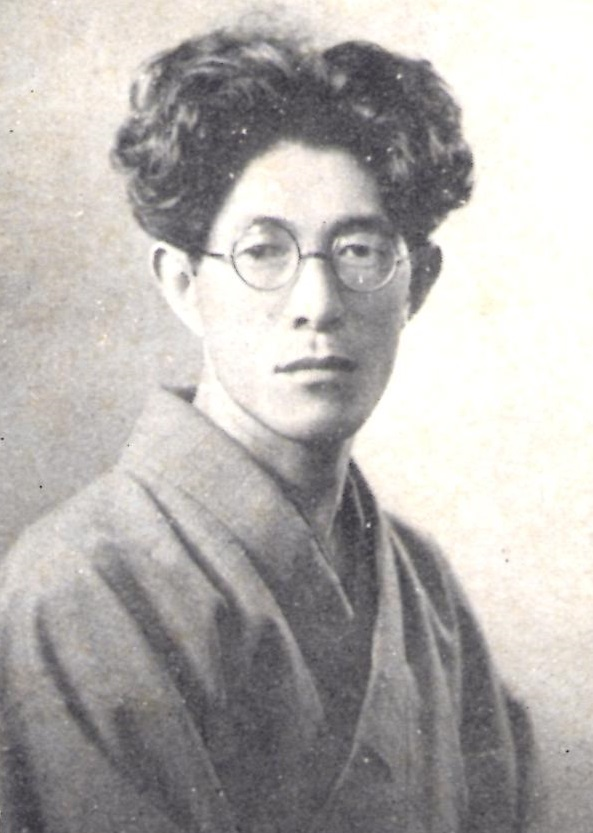
より。

後進の育成に目を向けると、1948年に斎藤秀雄、井口基成、伊藤武雄、柴田南雄、鈴木乃婦子らと「子供のための音楽教室」を開設し、初代室長に就任した。この私塾は、後の桐朋学園音楽部門の母体となった。柴田南雄らを誘い、1957年、自らは所長となって「二十世紀音楽研究所」を設ける。
西ベルリンの芸術家や文化人の招聘プロジェクトに選ばれ、1967年より同市に1年余り滞在する。招聘期間に市内に住むことだけを条件に、一定の報酬と住居をあてがわれた。この間に多くのコンサートやオペラ、演劇に通い、また東西ドイツのテレビ、ラジオによる音楽番組に接する。
ピアニストのウラディミール・ホロヴィッツが、初来日した際（1983年）は、その演奏を「なるほど、この芸術は、かつては無類の名品だったろうが、今は──最も控えめにいっても──ひびが入ってる。それも一つや二つのひびではない」と評して大きな話題となったが、再来日時（1986年）の演奏は「この人は今も比類のない鍵盤上の魔術師であると共に、この概念そのものがどんなに深く十九世紀的なものかということと、当時の名手大家の何たるかを伝える貴重な存在といわねばならない」と称賛した。
1988年、当時の茨城県水戸市長・佐川一信に乞われて水戸芸術館館長に就任すると、同館の開館（1990年12月）とともに専属楽団として水戸室内管弦楽団を創設する。音楽顧問に招かれた小澤征爾は楽団員を集めた。専属劇団を決めた吉田は、のちに森英恵に同財団理事長を委嘱する。
同じ1990年に「吉田秀和賞」を設立し、音楽・演劇・美術などの各分野で優れた芸術評論を発表した人の顕彰が始まる。
2004年に約30年かけ『吉田秀和全集』は全24巻で完結した。
2012年5月22日午後9時、急性心不全のため鎌倉市内の自宅で死去。98歳没。「お別れ会」を7月5日に水戸芸術館で、7月9日にサントリーホールで行われた。NHK-FMは2012年7月14日放送の『名曲の楽しみ』に生前の録音「ラフマニノフのその音楽と生涯」第27回を用いた。この同シリーズ最終回をもって、事実上、吉田自らの声による放送は最後となった。

## 家族
妻：バルバラ・吉田＝クラフト（Barbara Krafft）とは桐朋学園でドイツ語を教えていたことから出会い、1964年に京都で結婚した。妻は日本文化・文学の研究を続けてドイツ語で執筆しており、2003年に死別した。吉田が主に編集し、日本文学評論を没後出版した。

## 受賞・栄典
- 1975年、第2回大佛次郎賞（『吉田秀和全集』（第一期10巻）に対して）
- 1982年、紫綬褒章
- 1988年
  - 勲三等瑞宝章[12]
  - 第39回NHK放送文化賞[13]
- 1990年
  - 朝日賞[14]（「わが国における音楽批評の確立」に対して[9]）
  - 第39回神奈川文化賞[15]
- 1993年、第44回読売文学賞（『マネの肖像』[9]）
- 1996年、文化功労者[16][17]
- 2004年、水戸市文化栄誉賞[9]
- 2006年、文化勲章[18]
- 2007年
  - 鎌倉市名誉市民[9][19]
  - 水戸市名誉市民[20]
- 2012年5月22日、従三位

## 著作

### 全集・選集
- 『吉田秀和全集（全24巻）』（白水社、1975-2004）、4期に分け刊行
  - 第1期：1 - 10巻（1975年）[注 7]
  - 第2期：11 - 13巻（1979年）[注 8]
  - 第3期：14 - 16巻（1986年）[注 9]
  - 第4期：17 - 24巻（2001-2004年）[注 10]
- 『吉田秀和作曲家論集（全6巻）』（音楽之友社、2001-2002）
  - 第1巻「ブルックナー、マーラー」
  - 第2巻「シューベルト」
  - 第3巻「ショパン」
  - 第4巻「シューマン」
  - 第5巻「ブラームス」
  - 第6巻「J.S.バッハ、ハイドン」
- 『吉田秀和　名曲のたのしみ （全5巻）』（西川彰一[注 11] 編、学研、2013）
  - 第1巻「ピアニストききくらべ」
  - 第2巻「指揮者を語る」
  - 第3巻「珠玉のソリストたち」
  - 第4巻「室内楽との対話」
  - 第5巻「モーツァルト～作曲家たち」
- 『モーツァルト その音楽と生涯　名曲のたのしみ （全5巻）』（西川彰一 校訂、安田和信監修、学研、2014-2015）、続編

### 単著
- 『主題と変奏』（創元社、1953 → 中公文庫、1977 改版2011）
- 『音楽家の世界』（創元社、1953）
- 『二十世紀の音楽』（岩波新書、1957）
- 『音楽紀行』（新潮社、1957 新版1968 → 中公文庫、1993）
- 『わたしの音楽室――LP300選』（新潮社、1961 新編1966→ 新潮文庫（改訂版）、1982）
- 『批評草紙―日本を見る眼』（音楽之友社、1965）[21]
- 『続 批評草紙―創作と演奏のあいだで』（音楽之友社、1965）
- 『現代の演奏』（新潮社、1967）
- 『モーツァルト』（講談社、1970 → 講談社学術文庫、1990）
- 『今日の演奏と演奏家』（音楽之友社、1970）
- 『ソロモンの歌』（河出書房新社、1970 → 朝日文庫、1986）
- 『一枚のレコード』（中央公論社、1972 → 中公文庫、1978）
- 『ヨーロッパの響、ヨーロッパの姿』（新潮社、1972 → 中公文庫、1988）
- 『世界の指揮者』（ラジオ技術社、1973 → 新潮文庫、1982）
- 『一本の木』（大西書店、1975）
- 『レコードのモーツァルト』（中央公論社、1975 → 中公文庫、1980）
- 『現代音楽を考える』（新潮社、1975）
- 『世界のピアニスト』（ラジオ技術社、1976 → 新潮文庫、1983）
- 『レコードと演奏』（音楽之友社、1976）
- 『私の好きな曲』（新潮社 全2巻、1977 → 新潮文庫 全1巻、1985）
- 『私のなかの音楽・音楽のなかの私』（音楽之友社、1977）
- 『音楽展望』（講談社、1978）
- 『批評の小径――現代の随想』（日本書籍、1979）、選文集
- 『音楽の旅・絵の旅』（中央公論社、1979 → 中公文庫、1982）
- 『音楽の光と翳』（鎌倉書房、1980 → 中公文庫、1989）
- 『響きと鏡』（文藝春秋、1980 → 中公文庫、1990）
- 『音楽展望 2』（講談社、1981）
- 『調和の幻想』（中央公論社、1981）
- 『モーツァルトを求めて』（白水社、1982 → 白水Uブックス、2005）、新編再刊
- 『レコード音楽のたのしみ』（音楽之友社、1982）
- 『神の選んだ音楽――音楽展望 3』（講談社、1985）
- 『私の時間』（海竜社、1982 → 中公文庫、1985）
- 『トゥールーズ＝ロートレック』（中央公論社、1983）
- 『レコードの四季』（音楽之友社、1983）
- 『音楽からきこえてくるもの』（音楽之友社、1984）
- 『ベートーヴェンを求めて』（白水社、1984）
- 『このレコードがいい・25選』（新潮社、1985）
- 『もう一つの時間』（海竜社、1985）
- 『セザンヌ物語』（中央公論社 全2巻、1986 → ちくま文庫、2009）、※下記参照
- 『このディスクがいい・25選』（新潮社、1987）
- 『セザンヌは何を描いたか』（白水社アートコレクション、1988）
- 『音楽の時間・CD25選』（新潮社、1989）
- 『二度目のニューヨーク』（読売新聞社、1989）
- 『オペラ・ノート』（白水社、1991 → 白水Uブックス、2009）
- 『新・音楽展望 1984-1990』（朝日新聞社、1991）
- 『このCD、このLD・25選』（新潮社、1992）
- 『マネの肖像』（白水社アートコレクション、1992）
- 『人生を深く愉しむために―自然と芸術と人生と』（海竜社、1992）、選文集
- 『新・音楽展望 1991-1993』（朝日新聞社、1994）
- 『時の流れのなかで――新カイエ・ド・クリティク』（読売新聞社、1994 → 中公文庫、2000）
- 『文学のとき エッセイの小径』（白水社〈白水Uブックス〉、1994）、新編再刊
- 『音楽のある場所――CD・LD30選』（新潮社、1995）
- 『改めて、また満たされる喜び――新・音楽展望 1994-1996』（朝日新聞社、1998）
- 『音楽の二十世紀――CD・LD30選』（新潮社、1998）
- 『物には決ったよさはなく…』（読売新聞社、1999）
- 『くりかえし聴く、くりかえし読む――新・音楽展望 1997-1999』（朝日新聞社、2000）
- 『ブラームスの音楽と生涯』歌崎和彦 編[22]（音楽之友社、2000）
- 『今月の一枚――CD・LD36選』（新潮社、2001）
- 『千年の文化 百年の文明』（海竜社、2004）、選文集
- 『たとえ世界が不条理だったとしても――新・音楽展望 2000-2004』（朝日新聞社、2005）
- 『之を楽しむ者に如かず』（新潮社、2009）
- 『僕のオペラ』（海竜社、2010）、選文集
- 『永遠の故郷－夜』（集英社、2008）
- 『永遠の故郷－薄明』（集英社、2009）
- 『永遠の故郷－真昼』（集英社、2010）
- 『永遠の故郷－夕映』（集英社、2011）
- 『言葉のフーガ自由に、精緻に』（四明書院、2011）、選集（全29篇を精選）

### 再編文庫
- 『音楽――批評と展望』（朝日文庫（全3巻）、1986）
- 『この一枚』（新潮文庫、1992）- 『このレコードがいい・25選』＋『このディスクがいい・25選』
- 『この一枚 part2』（新潮文庫、1995）- 『音楽の時間』＋『このCD、このLD・25選』
- 『ソロモンの歌　一本の木』（講談社文芸文庫、2006）
- 『私の好きな曲　吉田秀和コレクション1』（ちくま文庫、2007）
- 『世界の指揮者　吉田秀和コレクション2』（ちくま文庫、2008）
- 『世界のピアニスト　吉田秀和コレクション3』（ちくま文庫、2008）
- 『モーツァルトをきく　吉田秀和コレクション4』（ちくま文庫、2008）
- 『名曲300選　吉田秀和コレクション5』（ちくま文庫、2009）
- 『セザンヌ物語　吉田秀和コレクション6』（ちくま文庫、2009）
- 『世界の演奏家　吉田秀和コレクション7』（ちくま文庫、2010）
- 『音楽の旅・絵の旅、音楽の光と翳　吉田秀和コレクション8』（ちくま文庫、2010）
- 『マーラー』（河出文庫、2011、増補版2019）- 論考・CD評などを集成
- 『フルトヴェングラー』（河出文庫、2011、新装版2022）- 関連論考集成
- 『バッハ』（河出文庫、2019、増補版2023.4）
- 『グレン・グールド』（河出文庫、2019）- 関連論考集成
- 『カラヤン』（河出文庫、2019）
- 『ホロヴィッツと巨匠たち』（河出文庫、2019）
- 『ブラームス』（河出文庫、2019）
- 『クライバー、チェリビダッケ、バーンスタイン』（河出文庫、2020.2）
- 『ベートーヴェン』（河出文庫、2020.4）
- 『私のモーツァルト』（河出文庫、2021.4）
- 『音楽家の世界 クラシックへの招待』（河出文庫、2023.5）

### 共著
- 佐々木英也、高階秀爾 共著『世界の名画5　マネとドガ』（中央公論社、1972）- 作家論を寄稿（新版1994ほか）
- 『音楽を語る――対話による音楽入門』（芸術現代社（上下）、1974-75）- 聞き手：服部進・加納千砂子・寺島令子
- 渡辺護 共著『バイロイト音楽祭――ニーベルングの指環』S. Lauterwasser 写真（音楽之友社、1984）
- 田宮堅二、山崎睦 共著『ベルリン・ドイツ・オペラ』Buhs Remmler ほか 写真（音楽之友社、1987）、
- 佐々木喜久 共著『小澤征爾＝水戸室内管弦楽団――奇跡のオーケストラヨーロッパを行く』大窪道治 写真（音楽之友社、1998）
- 小澤征爾 共述、諸石幸生ほか 構成・編『理想の室内オーケストラとは！――水戸室内管弦楽団での実験と成就』（音楽之友社、2002）
- 『音楽のよろこび』（河出書房新社、2020.10）- 11名との対話集
- 『芸術のよろこび』（河出書房新社、2021.3）- 13名との対話集

### 編著
- 小倉朗、別宮貞雄 『私たちの歌曲集』（筑摩書房「中学生全集」、1951）
- 諸井三郎、野村良雄 共編『音楽辞典』（河出書房、1953）
- 入野義朗 共編『青春の歌曲集』（河出書房、1954）
- 入野義朗 共編『世界民謡曲集』（修道社、1955）
- 『若き日の音楽』（河出書房、1956）
- 『音楽留学生』（音楽之友社、1957）
- 高橋英郎 共編『モーツァルト頌』（白水社、1966、新装版1995）

### 訳書
- リヒァルト・ベンツ 『永遠の音楽家』（創元社、1943）
- シューマン 『音楽と音楽家』（創元社、1948 → 岩波文庫、1958、改版2007）
- アラン 『哲学入門　思想』（上・下、アルス、1949-51）
- ハーリッヒ・シュナイダー 『現代音楽と日本の作曲家』（創元社、1950）
- 『モオツァルトの手紙』（編訳、ダヴィッド社、1951）
  - 改訂版『モーツァルトの手紙』（講談社、1974 → 講談社学術文庫、1991）
- アンドレ・オデール 『音楽の形式』（白水社 文庫クセジュ、1952、改版1973）
- クロード・ロスタン 『現代フランス音楽』（白水社 文庫クセジュ、1953）
- アルテュール・オネゲル 『わたしは作曲家である』（創元社、1953 → 音楽之友社、1970、新版1999）
- ベルナール・シャンピニュル 『音楽の歴史』（白水社 文庫クセジュ、1953、改版1969）
- ロラン・マニュエル 『音楽のたのしみ』（白水社、全4巻 1953-55、新版全3巻 1966・1979 → 白水Uブックス 全4巻、2008）

各巻タイトル：第1巻「音楽の要素」、第2巻「音楽のあゆみ1 （ベートーヴェンまで）」
第3巻「音楽のあゆみ2 （ベートーヴェンから今日まで）」、第4巻「オペラ」
- アンドレ・オデール 『現代音楽――フランスを除く』（白水社 文庫クセジュ、1956）
- シュトゥッケンシュミット 『現代音楽の創造者たち』（新潮社、1959、新版1968）
- シュトウッケンシュミット 『シェーンベルク』（音楽之友社「20世紀音楽双書」、1959）
- ロバート・クラフト／I・ストラヴィンスキー 『118の質問に答える』（音楽之友社、1960）
- ロマン・ロラン 『ベートーヴェン研究』（「全集」みすず書房、1962、新版1980 → 「ベートーヴェン　偉大な創造の時期 1・2」、1970）、分担訳
- レナード・バーンスタイン 『音楽のよろこび』（音楽之友社、1966）
- クロード・ロスタン 『ドイツ音楽』（白水社 文庫クセジュ、1966）
- シュトゥッケンシュミット 『20世紀音楽』（平凡社〈世界大学選書〉、1971）
- 『パブロ・カザルス―喜びと悲しみ』（アルバート・E.カーン編、新潮社、1973 → 朝日新聞社〈朝日選書〉、1991）、郷司敬吾共訳
- 『モーツァルト』（クルト・パーレン編・解説、朝日出版社、1975）、荒井秀直、鈴木威共訳
- バルバラ・吉田=クラフト 『日本文学の光と影 荷風・花袋・谷崎・川端』（藤原書店、2006）、濱川祥枝共訳 - 妻の著作を訳

### 訳詞
- シューベルト作曲 『冬の旅』（東京音楽書院）
- シューベルト作曲 『美しい水車屋の乙女』（東京音楽書院）
- シューマン作曲 『さすらいの民』（東京音楽書院）
- ゼーデルマン作曲 『婚礼の祝い』（東京音楽書院）
- メンデルスゾーン作曲 『三つの民謡』（カワイ楽譜）、他多数。

## 吉田秀和論
- 丘山万里子『吉田秀和私論――なお語りたき音』（楽、1992） 
  - 改訂版『吉田秀和――音追いびと』（アルヒーフ、2001）
- 『吉田秀和――孤高不滅の音楽評論家』 河出書房新社「KAWADEムック 文藝別冊」、2019

## 出演
- 芸術展望「音楽時評」（NHK-FM放送 1968～1981年度、NHKラジオ第2放送 1982〜84年度）[23]
- 名曲のたのしみ（NHK-FM放送 1971年 - 2012年7月14日）
番組開始当初からディスクジョッキーを担当した。吉田の没後も、放送予定の収録音源や台本があり、同7月21日[注 12]-12月30日は予定の内容を放送した。

### 注
1. ↑  2003年11月に妻の吉田＝クラフト・バルバラ（1927生-2003没）と死別し、精神的衝撃が大きいため『音楽展望』の執筆から遠ざかったとされる。

妻がベルリン出身であった縁から、新婚の吉田は学術招聘プロジェクトに選ばれ現地に滞在している。
2. ↑  内務省地方局庶務係勤務中はシューマン著『音楽と音楽家』の翻訳を執務時間中に進めて、のちに河上徹太郎に紹介された創元社から刊行した。
3. ↑  1期生には小澤征爾（指揮者）、中村紘子（ピアニスト）、堤剛（チェリスト、桐朋学園大学前学長）らがいる。
4. ↑  2012年7月14日分のNHK-FM放送回は「私の試聴室」を含む。
5. ↑  バルバラ・吉田＝クラフトの著書の一部をあげる。
  - Yoshida-Krafft, Barbara. "Kawabata Yasunari, ein Traditionalist?" Jubiläumsband, 1873-1973（Mitteilungen der Deutschen Gesellschaft für Natur- und Völkerkunde Ostasiens, Bd. 53）Deutsche Gesellschaft für Natur- und Völkerkunde Ostasiens, 1973. NCID BA39968506.
  - Yoshida-Krafft, Barbara ; 津田 青楓 その他. Blüten im Wind : Essays und Skizzen der japanischen Gegenwart. Erdmann, 1981. ISBN 3886395065, NCID BA23136322. 大久保 喬樹 ; 川端 康成 ; 高橋 和巳 ; 三島 由紀夫 ; 大岡 昇平 ; 福田 恆存 ; 武満 徹 ; 吉田 秀和 ; 宇野 千代 ; 大庭 みな子 ; 高橋 たか子 ; 池田 満寿夫 ; 加藤 周一 ; 小林 秀雄 ; 生島 遼一.
  - Herold, Renate. Wohnen in Japan : ästhetisches Vorbild oder soziales Dilemma? : Sorgenkind einer. "Industrienation". E. Schmidt (OAG-Reihe Japan modern	Bd. 3), 1987. ISBN 3503025790, NCID BA01469401.
  - Yoshida-Krafft, Barbara ; 河野, 多恵子 ほか. Das elfte Haus : Erzählungen japanischer Gegenwarts-Autorinnen. Iudicium, 1987. ISBN 3891293011, NCID BA03716716.  円地, 文子 ; 吉行, 理恵 ; 富岡, 多恵子 ; 佐多, 稲子 ; 宇野, 千代 ; 高橋, たか子 ; 津島, 佑子 ; 大庭, みな子 ; 有吉, 佐和子.
  - Yoshida-Krafft, Barbara. Frauen in Japan : Erzählungen	Lizenzausg., 1. Aufl. Deutscher Taschenbuch Verlag, 1989. (DTV 11039). ISBN 3423110392, NCID BA18163712.
  - 永井, 荷風 ; Yoshida-Krafft, Barbara. Romanze östlich des Sumidagawa	1. Aufl Insel Verlag, 1990 (Japanische Bibliothek im Insel Verlag), ISBN 3458160787, NCID BA11163044.
  - 宇野, 千代 ; Yoshida-Krafft, Barbara. Die Geschichte einer gewissen Frau : Erzählung	1. Aufl Insel, 1994 (Japanische Bibliothek im Insel Verlag), ISBN 3458166475, NCID BA23400522.
  - 永井, 荷風 ; Yoshida-Krafft, Barbara. Romanze östlich des Sumidagawa	2. Aufl. Insel Verlag, 1996 (Japanische Bibliothek im Insel Verlag), ISBN 3458165762, NCID BA42216804.
  - 川端, 康成 ; Yoshida-Krafft, Barbara. Sprachlos : ein Mädchen mit Duft : was ihr Mann nie tat. Iudicium, 2001, ISBN 3891290837, NCID BA49924992.
  - Bohaczek, Josef ; Yoshida-Krafft, Barbara. -- weil gerade Frühling war : Heiter-Ironisches aus Japan. Iudicium, 2002, ISBN 3891290527, NCID BA65323993.
  - 永井, 荷風 and Yoshida-Krafft, Barbara. Tagebuch : das Jahr 1937. Iudicium, 2003, ISBN 3891291191, NCID BA67030147.
  - 宇野 千代 ; Yoshida-Krafft, Barbara. Die Geschichte einer gewissen Frau	1. Aufl. Suhrkamp, 2004 (Suhrkamp Taschenbuch, 3607). ISBN 3518456075, NCID BA67834381.
6. ↑  Yoshida-Krafft, Barbara、吉田 秀和、濱川 祥枝 訳『日本文学の光と影 : 荷風・花袋・谷崎・川端』藤原書店、2006年。ISBN 4894345455、NCID BA79453308。
7. ↑  第1期刊行
  - 1)モーツァルト・ベートーヴェン
  - 2)主題と変奏
  - 3)20世紀の音楽
  - 4)現代の演奏
  - 5)指揮者について
  - 6)ピアニストについて
  - 7)名曲300選
  - 8)音楽と旅
  - 9)音楽展望
  - 10)エセー
8. ↑  第2期刊行
  - 11)私の好きな曲
  - 12)カイエ・ド・クリティクI
  - 13)音楽家のこと
9. ↑  第3期刊行
  - 14)ディスクの楽しみ
  - 15)カイエ・ド・クリティクII
  - 16)芸術随想
10. ↑  第4期刊行
  - 17)調和の幻想・トゥールーズ=ロートレック
  - 18)セザンヌ
  - 19)音楽の時間I
  - 20)音楽の時間II
  - 21)音楽の時間III
  - 22)音楽の時間IV
  - 23)音楽の時間V
  - 24)ディスク再説
11. ↑  編者・西川彰一は、クラシック音楽番組のチーフ・プロデューサーを務めた。
12. ↑  吉田による解説音源は2012年7月14日付ですべて放送を消化した。以後は番組スタッフが代役を務めた。